# Alyxia monticola
Alyxia monticola là một loài thực vật có hoa trong họ La bố ma. Loài này được C.B.Rob. mô tả khoa học đầu tiên năm 1911.